# 苏佩尔加山
苏佩尔加山（Superga）是意大利西北部，都灵东侧，波河南岸的一座山丘，海拔672米，是该市周围最突出的山丘之一。
苏佩尔加山的著名之处包括：萨伏依王朝许多国王的陵墓，苏佩尔加圣殿，通往都灵郊区Sassi的苏佩尔加齿轨铁路，以及1949年苏佩尔加空难，都灵足球俱乐部几乎全体遇难。